# Ashfield cum Thorpe
Ashfield cum Thorpe est une paroisse civile du Suffolk, en Angleterre.